# Sângeri
Sângeri – wieś w Rumunii, w okręgu Jassy, w gminie Gropnița. W 2011 roku liczyła 437 mieszkańców.